# أرب 7
في أطلس المجرات الغريبة لهالتون آرب Arp 7 (والمعروفة أيضا بأسم PGC 24836) هي مجرة حلزونية قطرها حوالي 95 ألف سنة ضوئية في كوكبة الشجاع وتقع على مسافة تقدر بحوالي 255 مليون سنة ضوئية من الأرض.تصنيف Arp 7 المورفولوجي (الشكلي) هو SB(rs)bc, مما يعني أنها مجرة حلزونية ضلعية مع بنية حلقية بعض الشئ.
Arp 7 هي المجرة الأولى من ست مجرات أخرى اختارها هالتون أرب في أطلسة للمجرات الغريبة كمثال على المجرات الحلزونية ذات الأذرع المتباعدة، ومن هنا تم تسميتها Arp7.

## وصلات خارجية
- Full Arp Atlas
- Arp Atlas image of Arp 7
- Constellation Locator